# Douglas Cairns

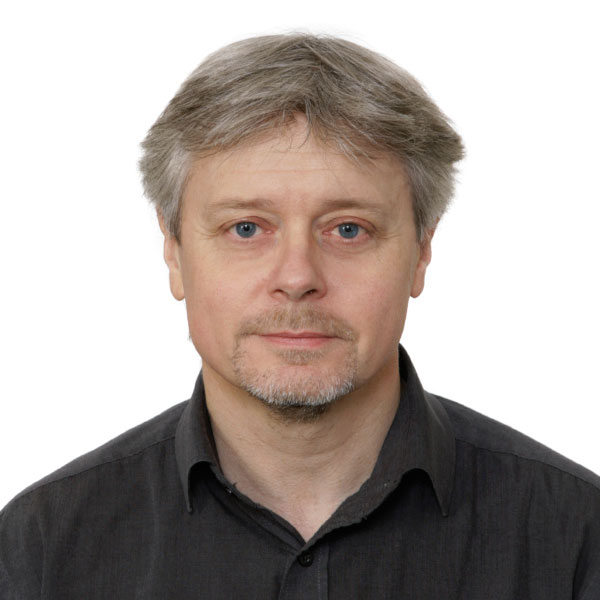
Douglas Cairns (2024)

Douglas Cairns FBA, FRSE (* 1961 in Glasgow) ist ein britischer Gräzist.

## Werdegang
Cairns erwarb 1983 den MA (Honours) in Classics an der Universität Glasgow und wurde 1987 ebendort in Griechischer Philologie zum Ph.D. promoviert. Von 1986 an war er Lecturer in Greek an der University of St Andrews, 1987 bis 1988 war er Post-doctoral Fellow des Leverhulme Trust an der Universität Göttingen. Es folgten Jahre als Lecturer in Classics an der University of Otago, Neuseeland (1988–1992), als Lecturer, dann Senior Lecturer in Classics an der University of Leeds (1992–1999) und als Lecturer, dann Senior Lecturer in Classics an der Universität Glasgow (1999–2004). Zum 1. September 2004 wurde er zum Professor of Classics der University of Edinburgh berufen. Er war dort Head of Classics (2004–2005) und Head of School (2005–2008).

## Fellowships
Cairns war 1993–95 Research Fellow der Alexander-von-Humboldt-Stiftung an der Universität Göttingen, 2011 an der Humboldt-Universität zu Berlin und 2016 an der Technischen Universität Dresden und hatte von 2008 bis 2011 eine Major Research Fellowship des Leverhulme Trust und 2012 bis 2013 eine Senior Research Fellowship des ERC/Oxford University Project, The Social and Cultural Construction of Emotions, inne. In den letzten Jahren leitete er ein AHRC-finanziertes Projekt, A History of Distributed Cognition (2014–18), und das Leverhulme Trust International Research Network, Emotions through Time (2016–18); gegenwärtig leitet er das ERC AdG Project, Honour in Classical Greece (2018–2022).

## Gastprofessuren
Gastprofessuren führten ihn 2008 an die Kyoto University, Japan; 2007 als Peter A. Vlachos Lecturer in Classics an das Colby College; 2009 als Margaret Heavey Lecturer in Classics an die National University of Ireland, Galway; 2009 als Platsis Symposiast an die University of Michigan; 2012 als George R. Langford Family Eminent Scholar Chair, Florida State University; und 2017 an die Universität Pisa; 2013 und 2017 an die Universität Bologna (2013, 2017), 2017 an die International Christian University, Tokyo; 2017 an die Tokyo University; und 2018 an die Fu Jen University, Taiwan.

## Auszeichnungen
- Mitglied der Academia Europaea seit September 2013
- Fellow of the Royal Society of Edinburgh seit Februar 2018
- Fellow of the British Academy seit Juli 2018.
- Verleihung des Anneliese-Maier-Forschungspreises der Alexander von Humboldt-Stiftung im Januar 2018

## Funktionen
Cairns ist unter anderem Vizepräsident bei The Classical Association und Vorsitzender im Classical Association Journals Board.

## Forschungsgebiet
Cairns’ Forschungsgebiet ist die historische Emotionsforschung in Bezug auf das griechische Altertum (Epos, Tragödie und lyrische Dichtung) und unter Berücksichtigung von Psychologie, Biologie und Verhaltensforschung. Seine Dissertation zum griechischen Begriff der Scham (αἰδώς aidôs) war bereits in diesem Sinne grundlegend.

## Schriften (Auswahl)
Monographien und Editionen
- Sophocles, Antigone. Bloomsbury, London 2016.
- Bacchylides, Five Epinician Odes (3, 5, 9, 11 and 13). Francis Cairns Publications Ltd, Cambridge 2010.
- Aidôs. The Psychology and Ethics of Honour and Shame in Ancient Greek Literature. Oxford University Press, Oxford 1993.

Herausgeberschaften
- (Hrsg.): A Cultural History of the Emotions in Antiquity. Bloomsbury, London 2019.
- (Hrsg., mit M. J. Anderson und M. Sprevak): The Edinburgh History of Distributed Cognition, Band 1: Distributed Cognition in Classical Antiquity. Edinburgh University Press, Edinburgh 2018.
- (Hrsg., mit Damien P. Nelis): Seneca’s Tragic Passions (= Maia 69.2). Rom, 2017.
- (Hrsg., mit Margaret Alexiou): Greek Laughter and Tears: Antiquity and After. Edinburgh Leventis Studies 8, Edinburgh University Press, Edinburgh 2017.
- (Hrsg., mit Damien P. Nelis): Emotions in the Classical World: Methods, Approaches, and Directions. Steiner, Stuttgart 2017.
- (Hrsg., mit Laurel Fulkerson): Emotions between Greece and Rome (= BICS Supplement 125). London, 2015.
- (Hrsg., mit Ruth Scodel): Defining Greek Narrative (= Edinburgh Leventis Studies 7). Edinburgh University Press, Edinburgh 2014.
- (Hrsg., mit S. Blundell und N. S. Rabinowitz): Vision and Viewing in Ancient Greece (= Helios 40.1-2). 2013.
- (Hrsg.): Tragedy and Archaic Greek Thought. Classical Press of Wales, Swansea 2013.